# Friedrich Albert Lange

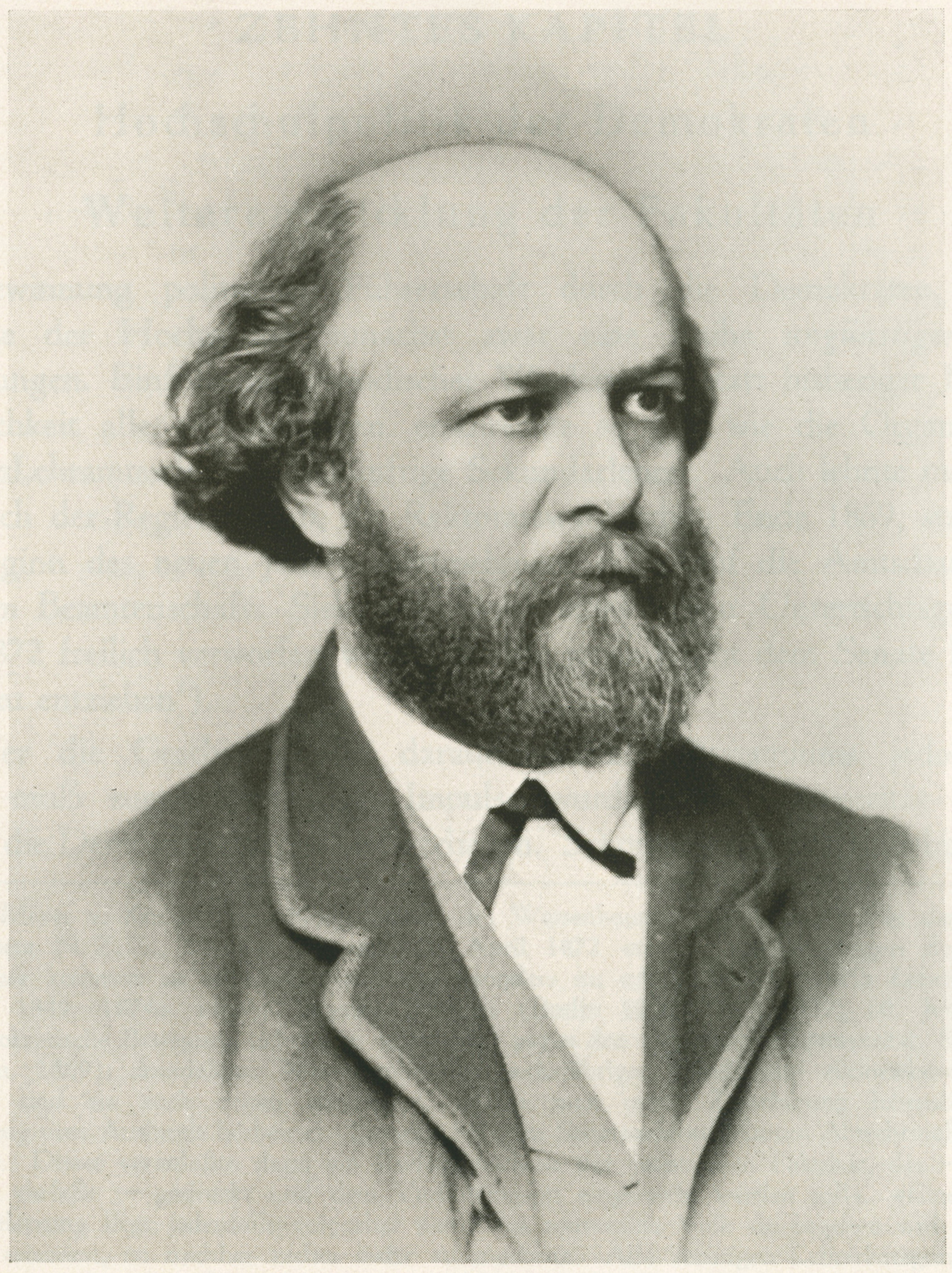
Friedrich Albert Lange

Friedrich Albert Lange (* 28. September 1828 in Wald bei Solingen; † 21. November 1875 in Marburg) war ein deutscher Philosoph (Neukantianer), Pädagoge, Ökonom und Sozialist.

## Leben
Friedrich Albert war der Sohn des reformierten Pfarrers Johann Peter Lange. Er wuchs in Solingen,  Langenberg und Duisburg auf. Ab 1841 lehrte der Vater in Zürich, wohin nun die Familie übersiedelte.
Lange studierte von 1848 bis 1851 in Bonn Theologie, Philosophie und Philologie. Am  26. März 1851 promovierte er mit einer Dissertation zum Thema Quaestiones Metricae. Am 16. November 1854 wurde sein Sohn Arthur Lange geboren. Er war dann nach dem Examen von 1852 bis 1855 Gymnasiallehrer in Köln. Am 21. August 1855 Habilitation für Pädagogik an der Universität Bonn und ab 1857 Privatdozent für Philosophie und Pädagogik in Bonn. Kurz darauf verließ Lange Bonn und blieb bis 1861 Gymnasiallehrer in seiner Heimatstadt Duisburg. Aus Protest gegen die Politik Bismarcks trat Lange 1862 aus dem Schuldienst aus, weil er sich gegen ein königliches Rundschreiben wehrte, das Lehrer von jeglicher politischer Agitation abhalten sollte.
Kurz darauf wurde er Sekretär der Duisburger Handelskammer und Redakteur für die in Duisburg erscheinende Rhein- und Ruhrzeitung. Das der Fortschrittspartei nahestehende Blatt entließ Lange nach mehreren Presseprozessen, weil man ihn für untragbar hielt. Lange widmete sich nun zunehmend politischen Fragen, trat immer öfter als Redner an Versammlungen auf und war von 1864 bis 1866 Mitglied des Ständigen Ausschusses des Verbandes Deutscher Arbeitervereine, dem auch August Bebel angehörte. Vom 1. Oktober 1865 bis zum 29. Juni 1866 gab Lange in Duisburg den Boten vom Niederrhein heraus, in dem er sich vor allem gegen das preußische Junkertum und die preußische Regierung wandte. 1865 veröffentlichte er die Schrift Die Arbeiterfrage, die ebenso als ein wichtiger Beitrag zur Begründung der (wissenschaftlichen) Volkswirtschaftslehre gilt.
Lange wurde Mitglied in der Ersten Internationale. Danach zog sich Lange, der unter den zunehmend gegen ihn angestrengten Prozessen litt, allmählich aus der deutschen Politik zurück und begann sein (später zweigeteiltes) Hauptwerk, die Geschichte des Materialismus, zu schreiben, das 1866 veröffentlicht wurde. Im selben Jahr erschien noch eine Auseinandersetzung mit dem Werk John Stuart Mills.
Noch 1866 zog Lange dann mit seiner Frau Friederike Colsman und Kindern nach Winterthur im Kanton Zürich, wo er zunächst bis 1867 wieder als Gymnasiallehrer arbeiten konnte. Er arbeitete zudem als Redakteur der Winterthurer Zeitung Der Landbote und setzte sich in der Schrift Neue Beiträge zur Geschichte des Materialismus mit einer Entgegnung zu seiner Geschichte auseinander. Während seines Aufenthaltes in der Schweiz engagierte sich Lange intensiv in der demokratischen Bewegung und war hier maßgeblich an der Erarbeitung einer Verfassung des Kantons Zürich beteiligt, die sich gegenüber der vorherigen unter anderem dadurch auszeichnet, dass sie alle wesentlichen Entscheidungen mittels Volksinitiative, fakultativem und obligatorischem Referendum an die Bürger zurückbindet. In dieser Zeit übernahm er eine Vielzahl von Ämtern, darunter Verfassungsrat, 1870–72 Kantonsrat, Bankrat und 1870/71 Stadtrat von Winterthur. Außerdem gründete er den Konsumverein Winterthur und war dessen erster Präsident.

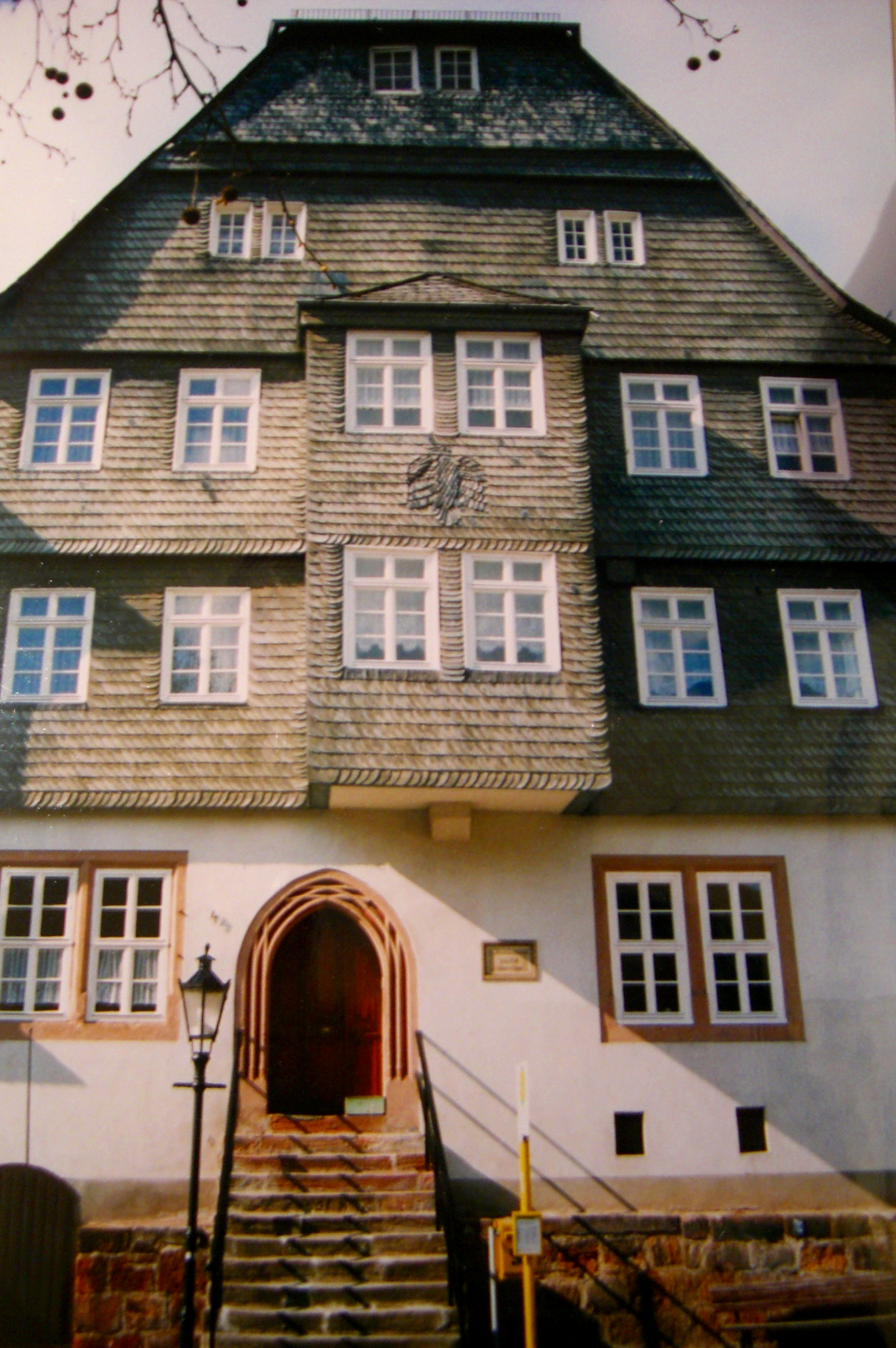
Wohnhaus Langes in Marburg

1868 erhielt Lange die Bürgerrechte, 1869 habilitierte er sich an der philosophischen Fakultät der Universität Zürich zum Privatdozenten. Von 1870 bis 1872 lehrte er als Professor induktive Philosophie in Zürich, bevor er an die Universität Marburg berufen wurde. Weitere Professuren wurden ihm in Würzburg, Königsberg, Kiel, Gießen und Jena angeboten. Bis zu seinem Tod veranstaltete Lange Vorlesungen in Logik, Philosophischer Bildung, über Schillers philosophische Gedichte, Psychologie und in Geschichte der Pädagogik.
Der zu dieser Zeit bereits an einer schweren Erkrankung (vermutlich Mastdarmkrebs) leidende Lange lehrte und schrieb noch drei Jahre in Marburg, bevor er am 21. November 1875 verstarb. Hervorzuheben ist, dass er die Berufung von Hermann Cohen nach Marburg bewirkte und dadurch in den Ruf des Begründers der Marburger Schule des Neukantianismus gekommen ist.
Nach ihm wurden das Friedrich-Albert-Lange-Berufskolleg in Duisburg-Neudorf sowie die Friedrich-Albert-Lange-Schule in Solingen-Wald benannt. Auch eine Straße mit seinem Namen erinnert in Solingen an ihn.

## Schriften
- Über den Zusammenhang der Erziehungssysteme mit den herrschenden Weltanschauungen verschiedener Zeitalter. Antrittsvorlesung Bonn, in: Ellissen, O. A. (Hrsg.) 1928, Material zum Arbeitsunterricht in höheren Schulen, Nr. 71, Velhagen & Klasing, Bielefeld/Leipzig 1855. (Digitalisat)
- 1862: Die Stellung der Schule zum öffentlichen Leben. Festrede, gehalten bei der Schulfeier des Geburtstages seiner Majestät des Königs den 22. März, Duisburg.
- 1863: Die Leibesübungen. Eine Darstellung des Werdens und Wesens der Turnkunst in ihrer pädagogischen und culturhistorischen Bedeutung. Erweiterter Abdruck aus der Enzyklopädie des gesamten Erziehungs- und Bildungswesens
- 1865: Die Arbeiterfrage in ihrer Bedeutung für Gegenwart und Zukunft. Olms, Hildesheim/New York 1979. (Nachdruck des Exemplars der Stadtbibliothek Duisburg Sig. I 10/515), online
- 1866: Geschichte des Materialismus und Kritik seiner Bedeutung in der Gegenwart. Verlag J. Baedeker, Iserlohn 1873. MDZ Reader, siehe auch Bd.1 (1873), Bd.2 (1875) (Neudruck in 2 Bänden: 1974, Frankfurt am Main, Suhrkamp, stw 70) ISBN 3-518-07670-1.
- 1866: J. St. Mill's Ansichten über die sociale Frage und die angebliche Umwälzung der Socialwissenschaft durch Carey. Falk u. Lange, Duisburg.
- 1877: Logische Studien. Ein Beitrag zur Neubegründung der formalen Logik und der Erkenntnistheorie. Baedeker, Iserlohn.
- 1884: Schiller als Historiker und Philosoph. Hrsg. von Moritz Brasch. Reißner, Leipzig.
- 1897: Einleitung und Kommentar zu Schillers philosophischen Gedichten. Aus dem Nachlass des Verfassers hrsg. von Adolf Ellissen. Velhagen & Klasing, Bielefeld.
- 1968: Über Politik und Philosophie. Briefe und Leitartikel 1862 bis 1875. Hrsg. von Georg Eckert (= Duisburger Forschungen, Beiheft, Bd. 10). Braun, Duisburg.
- 1975: Pädagogik zwischen Politik und Philosophie (= Duisburger Hochschulbeiträge, Bd. 3). Hrsg. von Joachim H. Knoll. Braun, Duisburg, ISBN 3-87096-123-6.